# 錦之町西
錦之町西（にしきのちょうにし）は、大阪府堺市堺区にある地名。2024年現在の行政地名は錦之町西一丁から錦之町西三丁。住居表示は実施済。

## 地理
堺区の北部に位置する。北東は綾之町西、南東は錦之町東、北西は海山町、南西は柳之町西に接する。南東から順に一丁から三丁がある。

### 河川
- 内川
  - 海山橋

## 歴史

### 沿革
- 1872年（明治5年）、錦之町中浜・善教町・錦之町浜より錦之町西成立。堺町のうち。
- 1879年（明治12年）、郡区町村編成法施行により、堺区の所属となる。
- 1889年（明治22年）、市制施行により、堺市の所属となる。
- 1959年（昭和34年）、錦之町・綾之町の各一部を編入[6]。
- 2006年（平成18年）、堺市が政令指定都市に移行し、行政区を設置。錦之町西は堺区の所属となる。

## 世帯数と人口
2024年（令和6年）6月30日現在の世帯数と人口は以下の通りである。
| 丁           | 世帯数  | 人口  |
| ------------ | ------- | ----- |
| 錦之町西一丁 | 94世帯  | 218人 |
| 錦之町西二丁 | 41世帯  | 82人  |
| 錦之町西三丁 | 106世帯 | 222人 |
| 計           | 241世帯 | 522人 |

### 人口の変遷
国勢調査による人口の推移。
| 1995年（平成7年）  | 279人 | [ 7 ]  |  |
| 2000年（平成12年） | 286人 | [ 8 ]  |  |
| 2005年（平成17年） | 577人 | [ 9 ]  |  |
| 2010年（平成22年） | 575人 | [ 10 ] |  |
| 2015年（平成27年） | 531人 | [ 11 ] |  |
| 2020年（令和2年）  | 506人 | [ 12 ] |  |

### 世帯数の変遷
国勢調査による世帯数の推移。
| 1995年（平成7年）  | 117世帯 | [ 7 ]  |  |
| 2000年（平成12年） | 110世帯 | [ 8 ]  |  |
| 2005年（平成17年） | 207世帯 | [ 9 ]  |  |
| 2010年（平成22年） | 206世帯 | [ 10 ] |  |
| 2015年（平成27年） | 194世帯 | [ 11 ] |  |
| 2020年（令和2年）  | 205世帯 | [ 12 ] |  |

## 学区
市立小・中学校に通う場合、学区は以下の通りとなる。
| 丁           | 番   | 小学校           | 中学校           |
| ------------ | ---- | ---------------- | ---------------- |
| 錦之町西一丁 | 全域 | 堺市立錦西小学校 | 堺市立月州中学校 |
| 錦之町西二丁 | 全域 | 堺市立錦西小学校 | 堺市立月州中学校 |
| 錦之町西三丁 | 全域 | 堺市立錦西小学校 | 堺市立月州中学校 |

## 事業所
2021年（令和3年）現在の経済センサス調査による事業所数と従業員数は以下の通りである。
| 丁           | 事業所数 | 従業員数 |
| ------------ | -------- | -------- |
| 錦之町西一丁 | 5事業所  | 33人     |
| 錦之町西二丁 | 6事業所  | 20人     |
| 錦之町西三丁 | 3事業所  | 101人    |
| 計           | 14事業所 | 154人    |

## 交通

### 鉄道
- 阪堺電気軌道阪堺線 - 綾ノ町停留場

### バス
2024年1月現在
- 南海バス[15]
  - 16・16C・17・61・85・85L・86・86L系統：内川橋 - 綾の町電停前

### 道路
- 大阪府道187号大堀堺線
- 大道筋（堺市道大道筋）

## 施設
- 錦西コミュニティセンター
- 大阪信用金庫七道支店
- 錦西公園

## 郵便
- 郵便番号：590-0931[3]（集配局：堺郵便局[16]）。